# レア (衛星)
レア (Saturn V Rhea) は、土星の第5衛星である。土星の衛星の中ではタイタンに次いで2番目に大きく、太陽系の衛星の中では9番目に大きい。詳細な観測によって天体の形状が静水圧平衡にあることが確認されている太陽系内天体の中では2番目に小さい (最も小さいのは準惑星のケレスである)。

## 概要

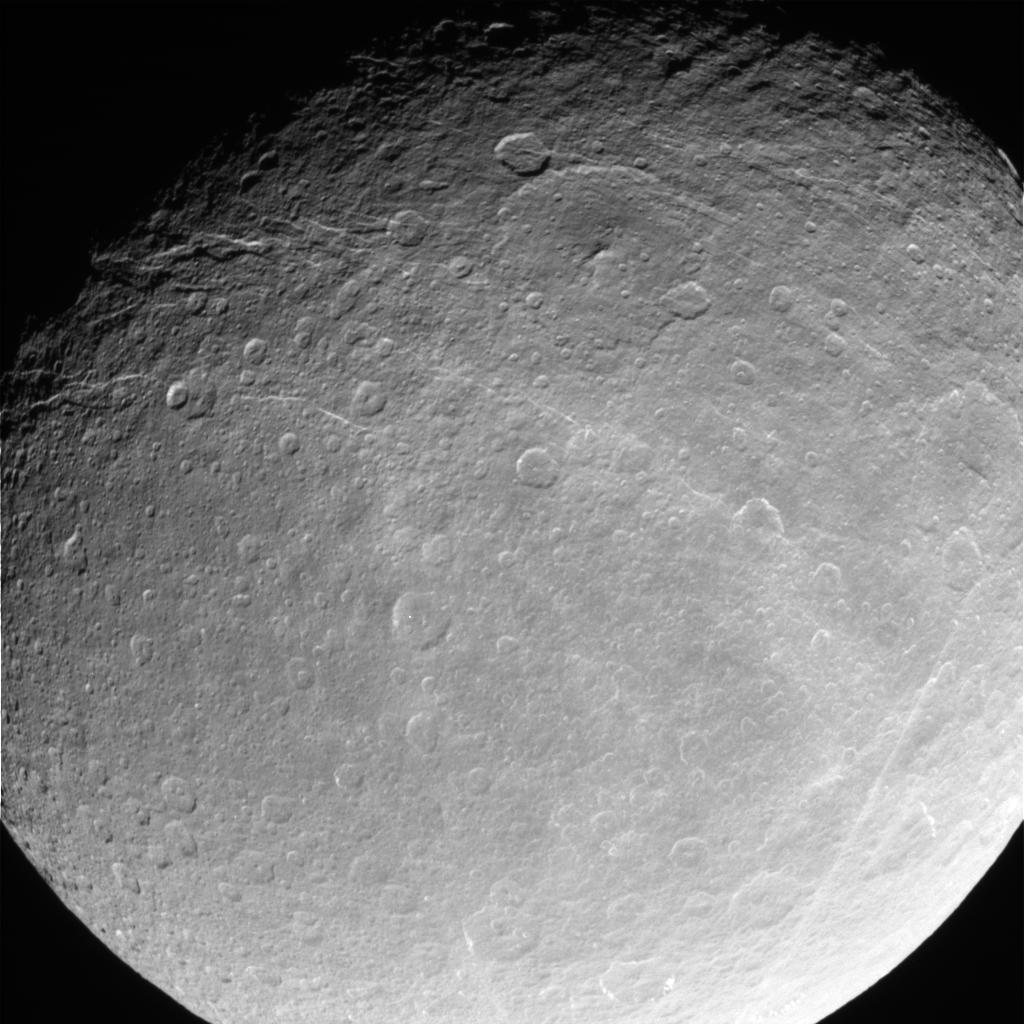
レアの表面。線とクレーターが見える。

ジョヴァンニ・カッシーニによって発見された土星の衛星の一つである。
密度は低く大半が氷でできており、核を構成する岩石は全体の1/3以下と見られている。表面は公転方向の先行半球と後行半球で様子が異なっており、先行半球はクレーターが多く明るい表面を持つ一方、後行半球は暗い表面を持ち、クレーターは少ない。また後行半球には網目状の線が見られ、これは形成直後の内部活動で生じたと考えられている。これらの性質はディオネに似ている。
レアには極めて薄いが、酸素を主成分とした大気が存在することがわかっている。これは土星の荷電粒子が、氷を分解して発生させていると考えられている。
土星探査機のカッシーニが2005年11月25日にレアに接近し、探査を行った。カッシーニによる荷電粒子の観測を元にして、レアの周囲には環が存在するという報告がされたことがあったが、カッシーニによる後の観測では環の存在に関しては否定的な結果が得られている。

## 発見と命名
レアは1672年12月23日にジョヴァンニ・カッシーニによって発見された。カッシーニが発見した2個目の土星の衛星であり、またタイタンとイアペトゥスに続いて土星の周りに発見された3番目の衛星である。
カッシーニはレアを含む自らが発見した4つの衛星に対して、ルイ14世を讃えて Sidera Lodoicea と名付けた。これは「ルイの星」という意味である。
17世紀の終わりになると、天文学者はこれらの4衛星とタイタンをあわせ、Saturn I から Saturn V というように番号で呼ぶようになった。ディオネとテティスの発見前はレアは Saturn I と呼ばれており、発見後には Saturn III と呼ばれるようになった。1789年にミマスとエンケラドゥスが発見されるとこの命名方法は Saturn VII まで拡張され、古い5衛星の番号を押し上げる形で番号が振り直された。これによりレアは Saturn V と呼ばれるようになった。この方式が続いたのは1848年にヒペリオンが発見されるまでであり、この時はイアペトゥスの番号が Saturn VIII に変更された。
これらの衛星に現在知られている名前を与えたのは、天文学者のジョン・ハーシェルである。1847年に発表した『Results of Astronomical Observations made at the Cape of Good Hope』の中で、7つの衛星に対して命名した。レアの名前は、ギリシア神話の巨神族（ティーターン）であるレアーに由来する。

## 物理的特徴
レアの密度はおよそ 1.236 g/cm3であり、氷が主成分だと考えられている。密度が低いことから、高密度の岩石成分 (およそ 3.25 g/cm3) の割合は 25% 程度、低密度の氷成分 (およそ 0.93 g/cm3) は 75% 程度という組成になっていると予想される。大きさでは太陽系内の衛星のうち9番目であるが、質量では10番目であり、おおよそケレスを含む小惑星帯内の全体の質量に匹敵する。
カッシーニによる観測が行われる前は、レアは中心に岩石の核を持つ分化した構造であると考えられていた。しかしカッシーニによるレアのフライバイ観測によって得られたデータからは、この考えは正しくない可能性が指摘されている。2007年に行われた研究では、レアの慣性モーメントの値はおよそ 0.4 kg m2 であると推定されている。中心に岩石の核が存在する内部構造を持つ場合、慣性モーメントは 0.34 kg m2 程度の値になることが予想されるが、推定された値からは、レアの内部はほとんど一様で、中心付近でやや圧縮された氷が存在するという内部構造であることが示唆された。しかし同じ年の異なる研究では、慣性モーメントは 0.37 kg m2 と推定された。この結果は、レアは完全に分化しているか部分的に分化しているかのどちらとも取れる値である。その翌年には、レアは静水圧平衡の状態になく、そのため重力データのみから天体の慣性モーメントは決定できないとする論文も発表されている。2008年になって、これらの異なる結果を統一することを目指した研究が行われた。その結果、解析に用いられたカッシーニの電波ドップラーデータに系統誤差が存在することが判明し、さらに探査機がレアに最も接近した際に得られたデータのみに限定して解析を行うと、レアは静水圧平衡の状態にあり、慣性モーメントは 0.4 kg m2 程度であると推定された。そのため、レアの内部は一様であることが示唆される。
レアの三軸径は、レアの自転速度のもとでの静水圧平衡状態にある一様な内部を持つ天体が取るべき値と一致している。また理論モデルによると、レアは放射性物質の崩壊を熱源とした内部海を維持している可能性がある。

## 地形
レアの地形には世界の創造神話の登場人物が命名されている。日本からはイザナギとイザナミ、オノコロ（クレーターチェーン）が命名されている。
レアの表面の特徴はディオネと類似している。どちらも公転の先行半球と後行半球で異なる特徴を示しており、両方ともに似た組成で似た経緯を辿ってきたことを示唆している。直射日光が当たる部分の温度は 99 K (-174℃) であり、影となる部分は 53 K (-220℃) から 73 K (-200℃) の間の値を取る。

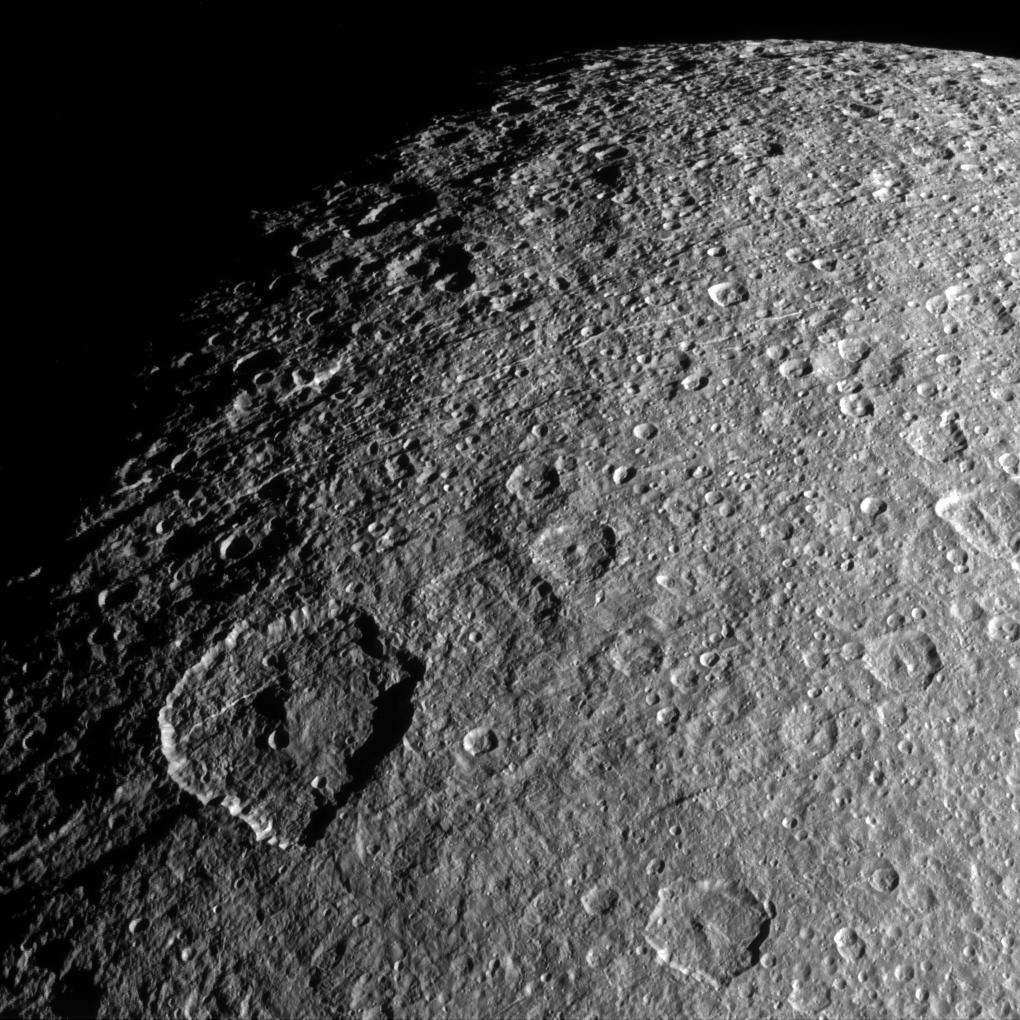
レアの表面。

レアの表面は非常にクレーターが多いが、後行半球にはディオネに見られるようなカズマ地形や破砕地形がいくつか存在し、さらに赤道には環から降り積もったと思われる非常にかすかな線状の地形がある。レアは2つの非常に大きな衝突盆地を持っており、共に土星の反対側の半球に存在する。直径は 400 km と 500 km である。北側にありあまり風化が進んでいない方のクレーターは Tirawa と名付けられており、テティスに存在するクレーターであるオデュッセウスと概ね同程度である。西経112度には直径が 48 km のクレーターがあり、明るい光条が広がっている。このクレーターは Inktomi と命名されているが、「The Splat」というニックネームも付けられており、土星の内部衛星群に見られるクレーターの中では最も形成年代が新しい。またレアの表面では何らかの内因性の活動を示す兆候は発見されていない。
レアの表面は、クレーター密度の違いによって地質学的に異なる2つの領域に分けることができる。一方は直径が 40 km を超えるクレーターが存在しているが、もう一方はそれよりも小さいサイズのクレーターしか存在しない。極域や赤道領域は後者である。このことは、形成のどこかの段階で大規模な表面の更新があったことを示唆している。公転の先行半球は多くのクレーターが存在し、一様に明るい表面を持つ。カリストと同様に、レアに見られるクレーターには月や水星に見られるような大きな起伏は見られない。このクレーターが多く存在する平原の年齢は、平均で40億歳だと考えられている。後行半球には、暗い表面の上に明るい帯が網目状に走っている地形が発見されている。これらの明るい筋状の構造は、レアがまだ若く内部が液体であった頃の氷火山から噴出した物質からなっていると考えられてきた。しかしディオネに見られる類似した地形の観測からは、筋状の構造は堆積物ではなく破砕した氷の崖であることが分かっている。表面が暗くなっている領域は、複雑な有機化合物の混合物であるソリンが堆積していると考えられる。ソリンは、炭素、窒素と水素を含む単純な化合物が氷の上で熱分解と放射線分解を起こして生成されると考えられる。
2006年1月17日にカッシーニがフライバイして観測を行った。この時は過去の観測よりも太陽光が当たる角度が低く、また筋状の構造がある領域をより良い解像度で観測できている。この時得られた画像やその後のフライバイでの画像から、レアに見られる筋状の構造はディオネと同様に氷の崖であることが判明している。

## 形成過程
土星の衛星は、太陽系の惑星が原始惑星系円盤の中で形成された過程と同様に、土星の周りの降着円盤である周惑星円盤の中で形成されたと考えられている。若い巨大惑星が形成されると、周囲には徐々に降着していく物質によって円盤が形成され、その中で衛星が形成されていく。
しかしタイタンの形成に関して提案されている仮説では、レアとイアペトゥスの起源について新しい説を提起している。そのモデルでは、タイタンはかつて存在した衛星同士の一連の巨大衝突によって形成され、レアとイアペトゥスはその衝突の結果発生した破片の一部から形成されたというシナリオを提案している。

## 大気
2010年11月27日に、NASAはレアに希薄な外気圏が存在すると発表した。大気の主成分は酸素と二酸化炭素であり、5対2の割合で存在している。外気圏の密度は、1立方センチメートルあたり分子が 105 から 106 個であり、局所的な温度に依存する。酸素の主要な供給源は、土星の磁気圏に由来するイオンによる表面の水氷の分解である。二酸化炭素の供給源はあまりはっきりしていないものの、氷の中に存在する有機物の酸化か、衛星内部からの脱ガスと関係していると考えられる。

## レアの環
2008年3月、カッシーニの観測データにより、レアに環がある可能性が指摘された。環や衛星を持つ衛星はこれまで知られておらず、もしレアが環を持つとすれば画期的な発見となるはずであった。カッシーニがレアをフライバイした際に、土星の磁場にとらわれている電子の流れに変動があるのが観測され、これは環の存在を示唆する現象であると考えられた。チリとデブリはレアのヒル球を超えて存在しているが、衛星に近い領域ほど濃く、3つの細く高密度な環が存在するとされた。その後レアの赤道に沿って紫外線で明るく見える点状の領域が存在することがわかり、これらは環の物質を放出する原因となった天体衝突の痕跡だと解釈されたため、環が存在するという報告を支持するものだと考えられた。
しかし、2008年から2009年にカッシーニによって環が存在するとされる領域が複数の角度から観測されたが、環を構成する物質が存在する証拠は得られず、環の存在には否定的な結果が得られた。観測された電子の流れの減少が環によるものだとすれば、この観測で検出できるだけの固体物質が存在するはずである。そのため当初の観測結果を説明するためには、環ではない別の仮説が必要とされている。